# 孟優
孟優，南蠻王孟獲之弟，其名僅見於《三国演义》，他在孟獲二度被擒後粉墨登場，在孟獲的用計之下，面見諸葛亮佯稱歸順。
在最後一次被捕獲釋之後，孟優與孟獲兄弟二人，終於拜伏在諸葛亮的恩德之下。